# Olga Gyarmati
Olga Gyarmati (ur. 5 października 1924 w Debreczynie, zm. 27 października 2013 w Greenfield) – węgierska lekkoatletka, skoczkini w dal, mistrzyni olimpijska.
Gyarmati została pierwszą mistrzynią olimpijską w skoku w dal, który przed igrzyskami olimpijskimi w Londynie w 1948 nie był rozgrywany przez kobiety. Pod nieobecność ówczesnej rekordzistki świata Fanny Blankers-Koen, która w 1943 skoczyła na odległość 6,25 m, a która startowała na tych igrzyskach w konkurencjach biegowych, Gyarmati wystarczył wynik 5,695 m, by zdobyć tytuł mistrzowski. Na kolejnych Igrzyskach z podobnymi odległościami Gyarmati zajmowała dalsze miejsca: 1952 – 5,67 m, 10. miejsce oraz 1956 – 5,66 m, 11. miejsce.  
W 1956 wyemigrowała wraz z mężem z Węgier i powróciła dopiero na początku lat 90.
Zmarła 27 października 2013 w Greenfield.